# Carlos Soria
Carlos Soria (* 5. února 1939) je španělský horolezec. Úspěšně zdolal 11 osmitisícovek. Stal se nejstarším člověkem, který dokázal zdolat vrcholy K2, Broad Peaku, Makalu, Gašerbrumu I a Manáslu. Současně je jediným člověkem, který zdolal 10 osmitisícovek ve věku nad 60 let.

## Horolezecké úspěchy
Soria začal s lezením ve věku 14 let. V roce 1968 zdolal nejvyšší horu Evropy Elbrus a o 3 roky později také nejvyšší horu Severní Ameriky Denali. Na svou první osmitisícovku Nanga Parbat dokázal vylézt ve věku 51 let. Ve věku 65 let zdolal v roce 2004 druhou nejvyšší horu světa K2 a o 11 let tak překonal dosud nejstaršího člověka, který dosud vystoupil na K2 Kurta Diembergera. Roku 2008 poté vystoupil sólo výstupem bez použití umělého kyslíku také na vrchol Makalu. V roce 2011, ve věku 71 let zdolal také Lhoce 2011 a zatím jeho posledním vrcholem nad 8000 m je Kančendženga, na kterou úspěšně vystoupil v roce 2014.

## Úspěšné výstupy na osmitisícovky
- 1990 Nanga Parbat (8125 m)
- 1994 Gašerbrum II (8035 m)
- 1999 Čo Oju (8201 m)
- 2001 Mount Everest (8849 m)
- 2004 K2 (8611 m)
- 2005 Šiša Pangma (8013 m)
- 2007 Broad Peak (8047 m)
- 2008 Makalu (8465 m)
- 2009 Gašerbrum I (8068 m)
- 2010 Manáslu (8163 m)
- 2011 Lhoce (8516 m)
- 2014 Kančendženga (8586 m)
- 2016 Annapurna (8091 m)

## Nejvyšší vrcholy kontinentů
- 1968 Elbrus (5642 m)
- 1971 Denali (6190 m)
- 1986 Aconcagua (6961 m)
- 2007 Vinson Massif (4892 m)
- 2010 Puncak Jaya (4884 m)
- 2010 Kilimandžáro (5895 m)